# ヘンリー・ベンブリッジ

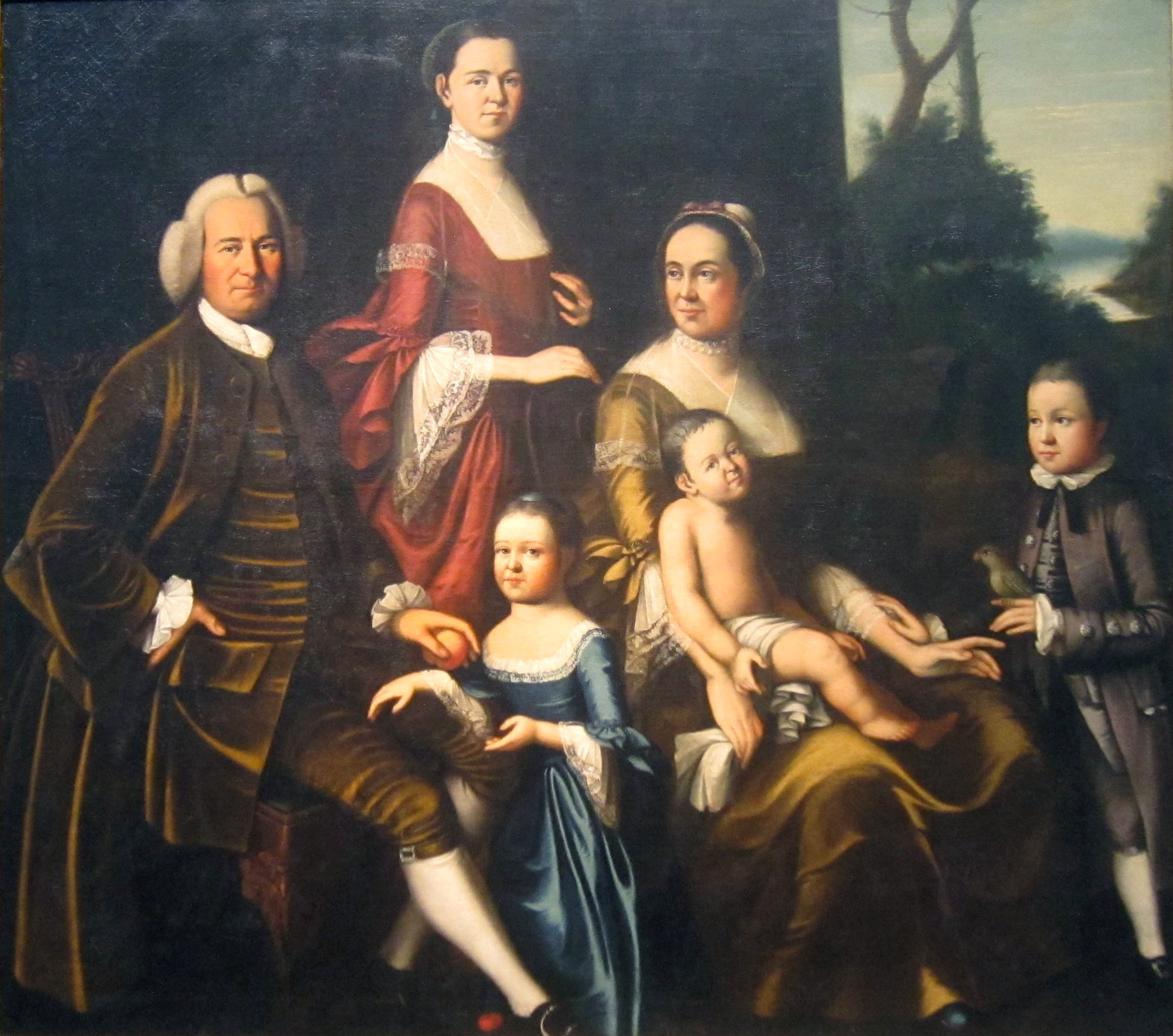
ヘンリー・ベンブリッジ作「ゴードン家の家族の肖像画」(c.1762)、ペンシルベニア美術アカデミー蔵

ヘンリー・ベンブリッジ（Henry Benbridge、1743年10月 - 1812年10月）は、アメリカ合衆国の画家である。イタリアや ロンドンで有名な画家に学び、サウスカロライナ州やバージニア州などで人気のある肖像画家になった。

## 略歴
フィラデルフィアで生まれた。父親を早くなくしたが。7歳の時母親はスコットランド出身の裕福な人物スコット・ゴードンと再婚した。義理の父親は美術に理解があり、ベンブリッジの絵の才能を認め支援した。14歳の時ロンドン生まれの肖像画家ジョン・ウォラストン（John Wollaston: c.1710-1775?）が義理の父親の肖像画を描いた時に、ウォラストンから指導を受けた可能性もあり、初期の作品である異父妹のレベッカ・ゴードンの肖像画にウォラストンの様式と似ているとする研究者もいる。21歳のとき、ベンブリッジはイタリアに送られ、ローマで人気のある肖像画家のポンペオ・バトーニやアントン・ラファエル・メングスに学んだ。
1769年にイギリスの学者サミュエル・ジョンソンの伝記などで知られる伝記作家のジェイムズ・ボズウェルの依頼で、コルシカ独立の指導者パスカル・パオリの肖像画を描いた。この肖像画はロンドンの自由美術協会(Free Society of Artists)の展覧会で展示され、何点かの版画にされ、ベンブリッジの署名で出版された。このころペンシルベニアの生まれで、ロンドンで人気の画家になっていたベンジャミン・ウエスト（1738-1820）はベンブリッジのいとこと結婚していてベンブリッジはウエスト家に歓待された。1770年にニュージャージーの有力者フランシス・ホプキンソンへのウエストの紹介状を貰ってアメリカに帰国した。
フィラデルフィアで結婚し、1771年1月にベンジャミン・フランクリンらが創設したアメリカ哲学協会（American Philosophical Society）の会員に選ばれた。ゴードン家の6人の人物が描かれた肖像画の大作を描き、代表作の1つとされる。喘息に悩まされるようになり、より快適な気候を求めて、サウスカロライナ州チャールストンに移った。1774年5月にサウスカロライナ州で人気のあった肖像画家のジェレマイア・テウスが亡くなった後はその人気を継承した。ベンブリッジの作品のいくつかは別の有名な肖像画家ジョン・シングルトン・コプリー（1738-1815）の作品と見なされることもあった。
1800年頃からベンブリッジはバージニア州ノーフォークに住み、しばしばフィラデルフィアを訪れた。1812年10月にフィラデルフィアで亡くなった。

## 作品

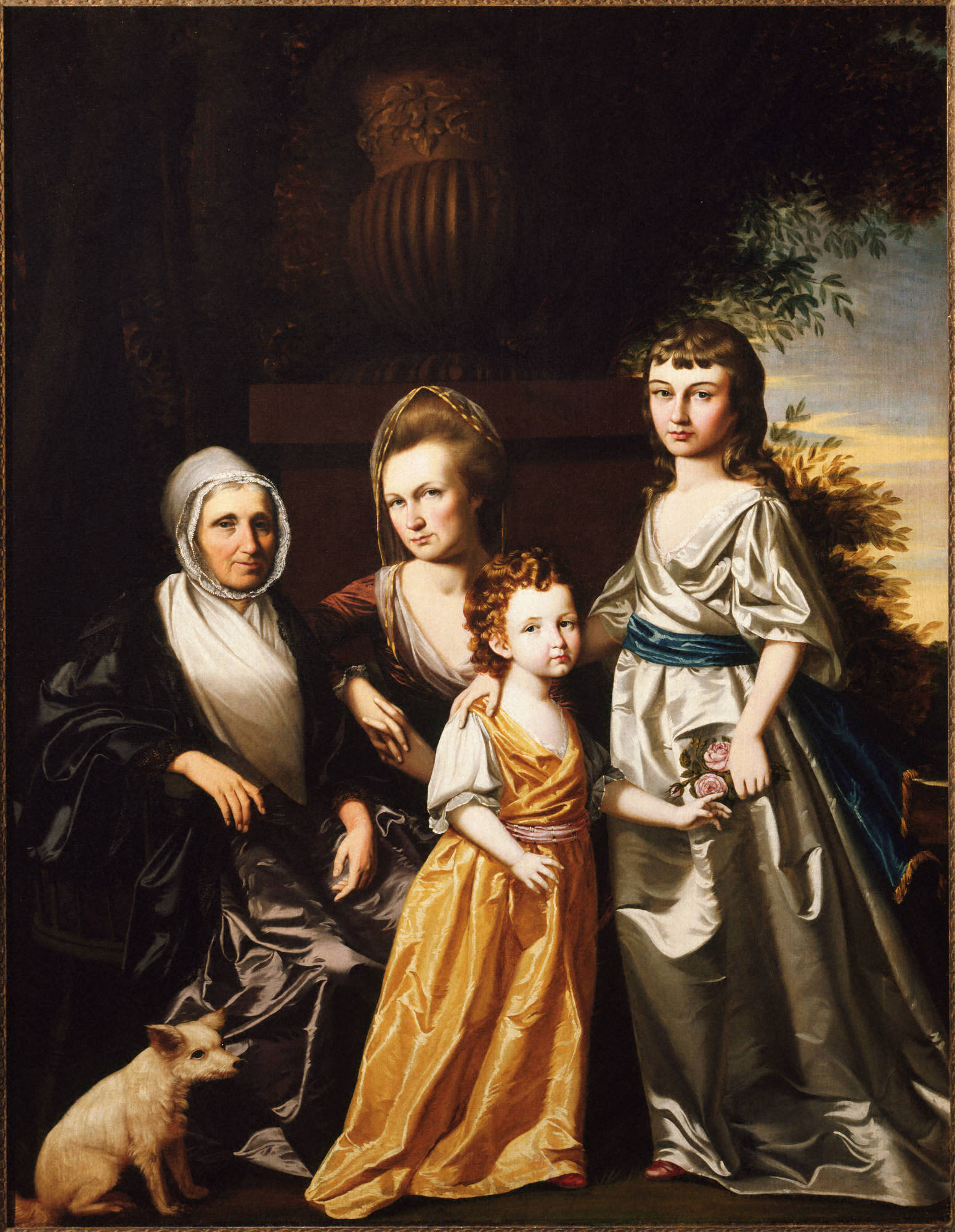
ハートリー家の肖像画 プリンストン大学美術館
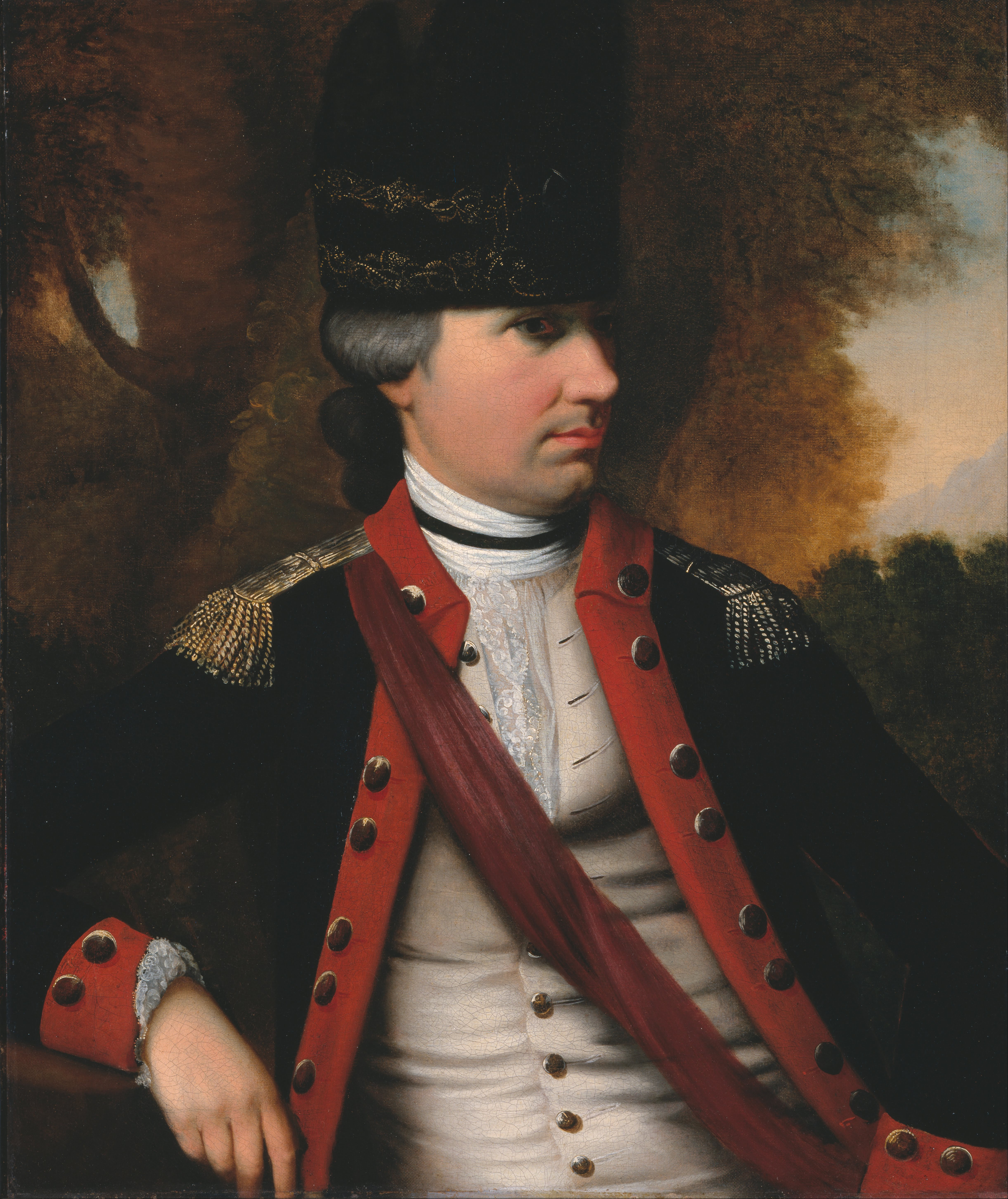
チャールズ・コーツワース・ピンクニーの肖像画(c.1773) 国立肖像画美術館 (アメリカ合衆国)
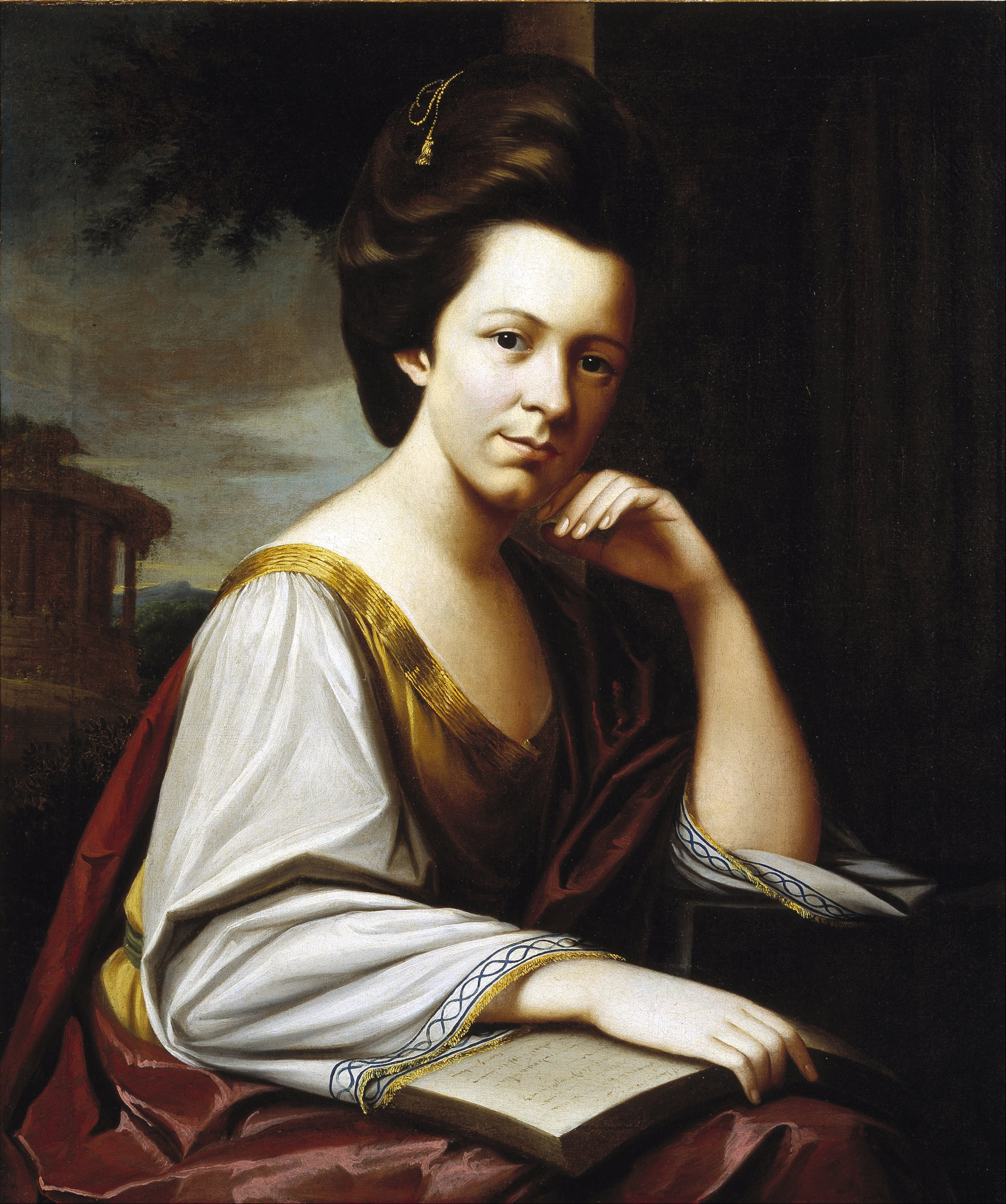
チャールズ・コーツワース・ピンクニー夫人の肖像画(c.1773) Gibbes Museum of Art
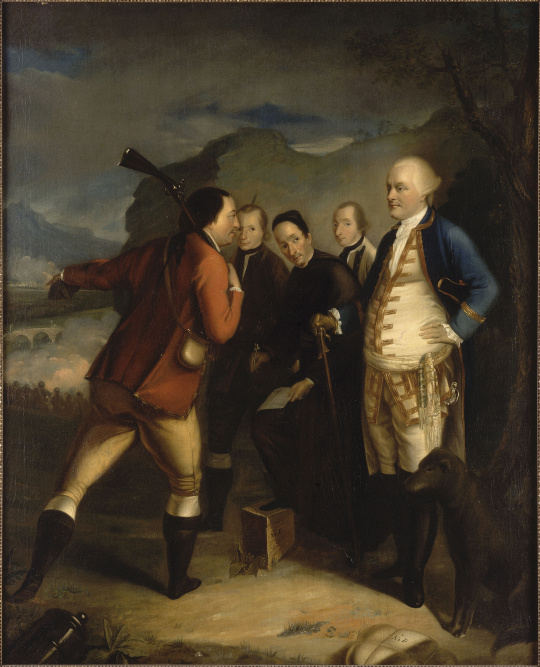
ポンテ・ノヴ（Ponte Novu）の戦いにおけるパスカル・パオリ(1769) musée Pascal Paoli